# Эггельсберг
Эггельсберг (нем. Eggelsberg) — ярмарочная коммуна (нем. Marktgemeinde) в Австрии, в федеральной земле Верхняя Австрия.
Входит в состав округа Браунау-ам-Инн.  Население составляет 2112 человек (на 31 декабря 2002 года). Занимает площадь 24 км². Официальный код  —  40406.

## Политическая ситуация
Бургомистр коммуны — Христиан Кагер (АНП) по результатам выборов 2003 года.
Совет представителей коммуны (нем. Gemeinderat) состоит из 25 мест.
- АНП занимает 12 мест.
- СДПА занимает 8 мест.
- Зелёные занимают 3 места.
- АПС занимает 2 места.